# Nakajima Homare
A Nakajima Ha-45 Homare a második világháború kései időszakának egyik legjelentősebb japán repülőgépmotorja volt. A típus egy 18 hengeres, kétkoszorús, léghűtéses csillagmotor volt. A későbbi verziók teljesítménye 2000 lóerő volt.

## A japán repülőgépmotorok általános jellemzői
A második világháború idején a legtöbb japán repülőgépmotor léghűtéses csillagmotor volt. A legjelentősebb típusok általában 14 hengeresek és kétkoszorúsak voltak. Alapvetően ilyen volt a Nakajima Sakae is, ami a Homare előtti típus volt. A Sakae legnevesebb és jelentősebb alkalmazása a A6M Zero vadászrepülőgép volt.

## A Homare alapvető jellemzői
A Homare hasonló volt a korábban kifejlesztett Sakae típushoz, de a hengerek számát 14-ről 18-ra növelték. Ezt a lépést akkoriban több csillagmotorokat gyártó vállalat is meglépte.
A hengerek furata 130 mm, lökethossza 150 mm volt. Ez által a 18 henger összesített lökettérfogata 35.8 liter volt.
A korai verziók teljesítménye nem érte el a tervezett szintet, de a problémák megoldása után a legtöbb verzió teljesítménye 1800-2000 lóerő között volt.

## Aerodinamika
A Homare kiemelkedő jellemzője a források alapján az volt, hogy a teljesítményéhez képest kicsi volt a légellenállása. A Homare átmérője 120 centiméter alatt volt. Ezzel szemben a legtöbb korabeli kétkoszorús csillagmotor átmérője jelentősen nagyobb volt, ami nagyobb légellenállást jelentett.

## Literteljesítmény
Egy másik kiemelkedő jellemzője a Homare motornak a literteljesítménye volt. A literteljesítmény alapvetően a teljesítmény (lóerő, kilowatt) és a lökettérfogat (liter) aránytól függött.
A Homare későbbi verziói úgy hoztak ki 2 ezer lóerős teljesítmény, hogy a típus lökettérfogata 35.8 liter volt. Ezzel szemben a legtöbb korabeli, kétkoszorús csillagmotornak ehhez 40 liter feletti lökettérfogat kellett.